# Comuna Hlîboke, Borîspil
Hlîboke (în ucraineană Глибоке) este o comună în raionul Borîspil, regiunea Kiev, Ucraina, formată din satele Hlîboke (reședința) și Horodîșce.

## Demografie
Componența lingvistică a comunei Hlîboke
     Ucraineană (97,52%)
     Rusă (2,23%)
     Alte limbi (0,16%)
Conform recensământului din 2001, majoritatea populației comunei Hlîboke era vorbitoare de ucraineană (97,52%), existând în minoritate și vorbitori de rusă (2,23%).